# いなり鉱泉
いなり鉱泉（いなりこうせん）は、富山県富山市にある鉱泉（温泉）である。有限会社稲荷鉱泉により運営されており、稲荷鉱泉とも表記される場合もある。

## 歴史
1899年、水害を切っ掛けに当時の富山市長が現在地に市民のための湯治場を設けたのが始まりである（同年に有限会社稲荷鉱泉も創業）。その後、民間に払い下げられ、宿泊施設が併設された。
1905年8月9日の雨で用水路が流失し泥沼になった水が引いた跡に湧き出た源泉を沸かし、中風の老人に入浴させたところ全快したという。これが切っ掛けで、同年中に地元民が温泉施設として開湯したという。
1989年7月22日には、浴場を改築している。さらに、2005年9月から一時休業して改修工事を実施し、12月19日にリニューアルオープンした。外観は黄色、窓の一部はステンドグラスにするなど大正時代をイメージした施設となり、炭酸風呂やジャグジーを新設、露天風呂は3つ増やし計4つとなった。2020年5月には、本館をリニューアルオープンした。

## 浴室概要
内湯は「熱めの湯」と「適温の湯」がある。この他、ジェットバスや薬風呂、高温ドライサウナ、露天風呂、八角形のジャグジーなどがあり、浴室の外には人工炭酸泉の風呂がある。

## 泉質
鉱泉はガスで加温している。アルカリ性（鉄分）で、婦人病、神経痛、リウマチ、腰痛、成人病などに効能がある。※いずれも効能はその効果を万人に保証するものではない。

## 鉱泉街
1軒宿の『いなり鉱泉』のみが存在する。

## その他
1軒宿の玄関と喫煙室には、1899年創業時から浴室にあったモザイクタイル画（裸婦と山岳風景）が飾られている。

## 周辺
- 稲荷公園
- 稲荷町駅（最寄駅、徒歩8分）[5]
- アピアショッピングセンター